# Giovanni Aleotti
Giovanni Aleotti (* 25. Mai 1999 in Mirandola) ist ein italienischer Radrennfahrer.

## Karriere
Aleotti fuhr in den Saisons 2019 und 2020 für das italienische UCI Continental Team Cycling Team Friuli. Er gewann in dieser Zeit 2019 mit dem U23-Eintagesrennen Trofeo Edil C seinen ersten internationalen Wettbewerb. Er wurde für seine Mannschaft außerdem Gesamtwertungszweiter des Carpathian Couriers Race 2019 und Gesamtvierter des Giro Ciclistico d’Italia 2020, der U23-Ausgabe des Giro d’Italia. Im Trikot des Nationalteams wurde er 2019 Gesamtzweiter des UCI-Nations’-Cup-U23-Wettbewerbs Tour de l’Avenir.
Während des Jahres 2020 unterschrieb Aleotti mit dem deutschen UCI WorldTeam Bora-hansgrohe einen Dreijahresvertrag ab der Saison 2021.  Mit dem Giro d’Italia 2021 nahm er erstmals an einer Grand Tour teil und schloss diese als 80. in der Gesamtwertung ab. Seinen ersten Erfolg als Profi erzielte er im Juli 2021 auf der ersten Etappe der Sibiu Cycling Tour, bei der er im Anschluss auch die Gesamt- und die Nachwuchswertung für sich entscheiden konnte. Bei der Sibiu Cycling Tour 2022 gewann er die Königsetappe und das Bergzeitfahren und verteidigte damit erfolgreich den Gewinn der Gesamtwertung.

## Erfolge
2019
- Trofeo Edil C

2020
- Italienischer U23-Meister – Straßenrennen

2021
- Gesamtwertung, eine Etappe und Nachwuchswertung Sibiu Cycling Tour
- Nachwuchswertung Settimana Ciclistica Italiana

2022
- Gesamtwertung, zwei Etappen und Punktewertung Sibiu Cycling Tour

## Grand-Tour-Platzierungen
| Grand Tour            | 2021 | 2022 | 2023 | 2024 | 2025 |
| --------------------- | ---- | ---- | ---- | ---- | ---- |
| Giro d’ItaliaGiro     | 80   | 72   | DNF  | 24   | 59   |
| Tour de FranceTour    | –    | –    | –    | –    |      |
| Vuelta a EspañaVuelta | –    | –    | –    | 38   |      |